# Cyclophora pupillaria
Cyclophora pupillaria là một loài bướm đêm trong họ Geometridae.